# Haapaniemenjärvi (sjö i Mellersta Österbotten)
Haapaniemenjärvi är en sjö i Finland. Den ligger i kommunen Karleby i landskapet Mellersta Österbotten, i den centrala delen av landet, 400 km norr om huvudstaden Helsingfors. Haapaniemenjärvi ligger 69 meter över havet. I omgivningarna runt Haapaniemenjärvi växer i huvudsak blandskog. Arean är 8,8 hektar och strandlinjen är 1,79 kilometer lång. Sjön  ingår i Bottenvikens kustområde. 